# Lanuéjouls
Lanuéjouls é uma comuna francesa na região administrativa de Occitânia, no departamento de Aveyron. Estende-se por uma área de 12 km². Em 2010 a comuna tinha 739 habitantes (densidade: 61,6 hab./km²).